# کامنتس (استان کرجالی)
کامنتس (به بلغاری: Kamenets) یک منطقهٔ مسکونی در بلغارستان است که در شهرستان مومچیلگراد واقع شده‌است.